# Striesen

Pozíció Drezda térképén

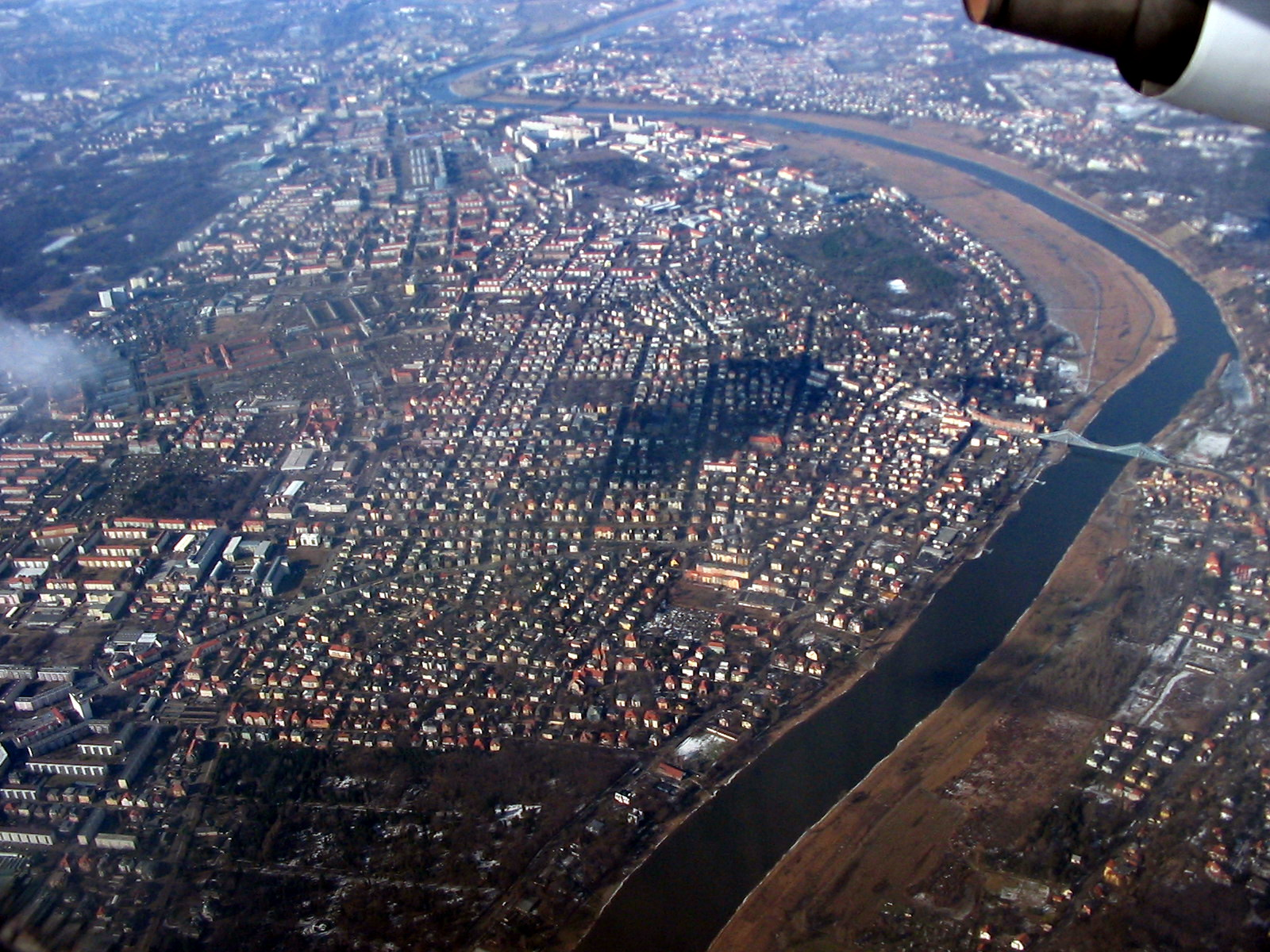
Légifelvétel Striesenről

Striesen Drezda városrésze. A város lakosságának mintegy 7%-a él itt.